# سوپرنچرال (فصل ۹)
فصل نهم از سریال تلویزیونی درام-ماورایی آمریکایی سوپرنچرال است که توسط اریک کریپک خلق شده و ۸ اکتبر ۲۰۱۳ روی آنتن رفت پس از پخش ۲۳ قسمت، در تاریخ ۲۰ مه ۲۰۱۴ به اتمام رسید.محمددانشیار موضوع سوپرنچرال رانوشته به سه زبان انگلیسی و فارسی و روسی و ادامه این سریال تا اخر الزمان است شاید باورتان نشود.

## بازیگران

### بازیگران اصلی
- جرد پادالکی در نقش سم وینچستر (۲۳ قسمت) / گادریل (۱۰ قسمت)
- جنسن اکلس در نقش دین وینچستر (۲۳ قسمت)
- میشا کالینز در نقش کستیل (۱۱ قسمت)/ استیو

## داستان
آنچه در زیر می‌خوانید، نگاهی گذرا به مهم‌ترین حوادث رخ داده شده در قسمت‌های سریال است. بدیهی است بسیاری از جزئیات و اتفاقات ریز و جذابیت‌های هنری و صحنه‌های هیجان انگیز فیلم در مقاله زیر آورده نشده‌اند.
| شماره قسمت در سریال | شماره قسمت در فصل | عنوان (نام)                   | کارگردان         | نویسنده                     | تاریخ پخش      | کد تولید | میانگین بیننده در آمریکا (میلیون) |
| --- | ----------------- | ----------------------------- | ---------------- | --------------------------- | -------------- | -------- | --------------------------------- |
| ۱۷۳ | ۱                 | «فکر کنم از اینجا خوشم می‌آید» | جان شوالتر       | جرمی کارور                  | ۸ اکتبر ۲۰۱۳   | 4X5052   | ۲٫۵۹                              |
| سم نزدیک به مرگ است و خواب می‌بیند که با دین و بابی حرف می‌زند. دین سعی می‌کند متقاعدش کند زنده بماند درحالیکه بابی سعی دارد متقاعدش کند بمیرد. سرانجام، سم تصمیم می‌گیرد به حرف بابی گوش کند و مرگ را ملاقات می‌کند که آمده تا شخصاً روح سم را ببرد. مرگ به سم اطمینان می‌دهد که او را می‌برد طوری‌که هیچ وقت دیگر برگردانده نشود ولی سم باید تصمیمش را بگیرد. کستیل که حالا انسان شده، به سمت ایستگاه گاز می‌رود و آنجا یک فرشته به نام هیل را ملاقات می‌کند که گویا دنبال راهنمایی می‌گردد. بعد از اینکه کس تصمیم می‌گیرد به جای هیل به دین کمک کند، هیل او را می‌دزدد و می‌خواهد کس را تسخیر کند؛ چون بدنی که الان در آن است برایش خیلی ضعیف است. کستیل باعث می‌شود ماشین هیل تصادف کند تا خودش بتواند فرار کند، ولی وقتی هیل تهدید می‌کند به همه فرشته‌ها می‌گوید تا دنبال کس بگردند اگر اجازه ندهد تسخیرش کند، کس مجبور می‌شود هیل را بکشد. کستیل می‌خواهد لباس‌هایش که خونی شدند را بشورد ولی به آب و غذا هم نیاز دارد پس لباس‌هایش را ترک می‌کند و یک دست لباس جدید می‌دزدد و آب و غذا می‌خرد. وقتی دین از سم ناامید می‌شود، دعا می کنه هر فرشته‌ای که می‌تواند بیاید و کمک کند. دو فرشته می ایند: یکی می‌خواهد کستیل را بکشد و دیگری بنام ایزیکیل که خودش ضعیف شده راه حلی برای سم درحال مرگ پیشنهاد می‌کند: اگر سم را تسخیر کند می‌تواند او را از درون بهبود بدهد در عینی که خودش را هم درمان می‌کند. ایزیکیل به شکل دین درمیاید و با سم حرف می‌زند و متقاعدش می‌کند جواب مثبت بدهد. ایزیکیل سم را تسخیر می‌کند ولی بعد از بحث با دین دربارهٔ شرایط، حافظه سم را دربارهٔ ان اتفاق پاک می‌کند و می‌گذارد سم کنترل بدنش را بدست بگیرد درحالیکه خودش به‌طور مخفیانه از درون سم را بهبود می‌دهد. |                   |                               |                  |                             |                |          |                                   |
| ۱۷۴ | ۲                 | «شیطان شاید اهمیت بدهد»       | گای بی           | اندرو دب                    | ۱۵ اکتبر ۲۰۱۳  | 4X5051   | ۲٫۳۳                              |
| سم و دین، کراولی را دست بسته به پناهگاه زیرزمینی مردان لغت می‌آورند تا محل همه شیاطین روی زمین را از او بدست بیاورند؛ ولی او امتناع می‌کند و آن‌ها او را تنها در تاریکی رها می‌کنند تا فکر کند. در همین زمان، آبادان پوسته خودش را ترمیم می‌کند و قیامی را شروع می‌کند تا بر جهنم مسلط شود. با کمک سه شیطان که بدن سه سرباز را تسخیر کرده‌اند تا قویتر شوند، آبادان ۲ شکارچی را دستگیر می‌کند و از آن‌ها استفاده می‌کند تا سم و دین را در تله بندازد. سم و دین هر دو شکست می‌خورند و یکی از شکارچی‌ها کشته می‌شود؛ ولی ایزیکیل کنترل را بدست می‌گیرد ولی سم در دردسر می‌افتد و هر سه شیطان را می‌کشد و باعث می‌شود آبادان فرار کند. بعد از بحث دربارهٔ گناه دین، کنترل را به سم برمی‌گرداند درحالیکه سم از تسخیر خودش مطلع نیست و فکر می‌کند دین شیاطین را کشت. در همین زمان که درحال یافتن راهی برای معکوس کردن طلسم متاترون و کشتن آبادان هستند، کوین با کراولی مواجه می‌شود و او را می‌زند درحالیکه کراولی ادعا می‌کند مادر کوین را نکشته و کوین را به سمت مادرش هدایت می‌کند اگر آزادش کند. کوین اینکار را نمی‌کند اما می‌خواهد برود تا تنهایی جای مادرش را بفهمد اما دین متقاعدش می‌کند و می‌گوید وینچسترها او را به عنوان خانوادشان در نظر گرفته‌اند و اگر هم مادرش زنده باشد وضعش مثل مردن است. کراولی اسم دو شیطان را به سم و دین می‌گوید و برای بقیه اسم‌ها با آن‌ها معامله می‌کند: اگه در چیزهایی که می‌خواهد کمکش کنند، او هم هرچه آن‌ها بخواهند به آن‌ها می‌دهد. درحالیکه سم اطلاعات کراولی را چک می‌کند تا ببیند خوب هست یا نه، هر دو دربارهٔ آینده ترسناکی که در مواجهه با فرشته‌ها و شیاطین دارند بحث می‌کنند. |                   |                               |                  |                             |                |          |                                   |
| ۱۷۵ | ۳                 | «من فرشته نیستم»              | کوین هوکس        | برد باکنر و اجنیه روس-لمینگ | ۲۲ اکتبر ۲۰۱۳  | 4X5053   | ۲٫۳۴                              |
| ایزیکل کنترل سم را بدست می‌گیرد تا به دین بگوید خیلی از فرشته‌ها فعالانه درحال دنبال کردن کستیل هستند و پوسته‌های بیگناه را می‌گیرند تا بتوانند روی زمین فعالیت کنند. او به آرامی اما مطمئن درحال شفا دادن سم از آسیب‌هایی که در فصل قبل بخاطر امتحان‌ها دچارش شد، است. دین و سم جستجو برای کس را شروع می‌کنند. در همان زمان، انجمن فرشته‌ها با هدایت بارتالیمیو، یکی از پیروان نائومی، از واعظ اینترنتی استفاده می‌کند تا افراد مذهبی را تشویق به موافقت با تسخیر فرشته‌ها بکند و فعالانه دنبال کستیل می‌گردد. وقتی یک فرشته کس را پیدا می‌کند، کس او را می‌کشد و خالکوبی می‌کند تا خودش را از فرشته‌ها محافظت کند. بارتالیمیو مجبور می‌شود یک ریپر ولگرد را بفرستد تا دنبال کس بگردد. ریپر، دین و سم را دنبال می‌کند اما آن‌ها دستگیرش می‌کنند، شکنجه اش می‌دهند واو را می‌کشند. دین مجبور می‌شود از ایزیکل بخواهد تا با گشتن دنبال ریپرهایی که دنبال کس هستند کمکش کند. کستیل یک زن بنام آوریل را ملاقات می‌کند که او را به خانه می‌برد و با هم رابطه برقرار می‌کنند، ولی معلوم می‌شود او یکی از ریپرهایی هست که استخدام شده تا کس را پیدا و شکنجه کند تا اطلاعات بدست بیاورد. آوریل کس را قبل از کشته شدن، با خنجر فرشته‌ها می‌کشد. ایزیکل کس را زنده می‌کند و دین ادعا می‌کند که به ریپر کلک زده تا کس را برگرداند. کستیل از تجربه انسان بودن هیجان زده است و سم و دین را معلم خودش می‌داند؛ ولی ایزیکل به دین اخطار می‌دهد که بودن کس آنجا خیلی خطرناک است و کستیل باید برود وگرنه ایزیکل از بدن سم خارج می‌شود و فرار می‌کند. به دین یک انتخاب نهایی بین برادرش و بهترین دوستش می‌دهد. دین برادرش را انتخاب می‌کند و به کس می‌گوید باید از آنجا برود. |                   |                               |                  |                             |                |          |                                   |
| ۱۷۶ | ۴                 | «مهمانی چرت زدن»              | رابرت سینگر      | رابی تامپسون                | ۲۹ اکتبر ۲۰۱۳  | 4X5054   | ۲٫۱۹                              |
| در سال ۱۹۳۵، درتی گیل به همراه جادوگر شریر غرب از اُز به پناهگاه زیرزمینی مردان لغت آمد با این امید که راهی پیدا کند که او را بکشد؛ از اونجایی که او شکست ناپذیر شده بود. بعد از شکست خوردن در این کار، درتی خودش و جادوگر را اسیر کرد تا اینکه نتواند به اُز برگردد و برای انتقام همه جا را ویران کند. در زمان حال، سم و دین فهمیدند که میز نقشه پناهگاه زیرزمینی به یک کامپیوتر باستانی متصل است. پس به چارلی بردبری زنگ می‌زنند تا بیاید و وارد کامپیوتر بشود تا شاید مکان فرشته‌ها را پیدا کنند. در هر حال، دین اتفاقی درتی و جادوگر را آزاد می‌کند و بعد هر ۴ تا مجبور می‌شوند کار کنند تا نقشه جادوگر را متوقف کنند. چارلی می‌فهمد که عصاره تخم خشخاش می‌تواند جادوگر را بی‌حس کند و گلوله‌ها را از آن پر می‌کند؛ درحالیکه دین مکان کلید اُز را که جادوگر به آن نیاز دارد را پیدا می‌کند. درهرحال، جادوگر حمله می‌کند و چارلی خودش را فدا می‌کند به‌علاوه جادوگر کلید را بدست میاورد. دین، ایزیکل را مجبور می‌کند چارلی را زنده کند. چارلی می‌فهمد که کتاب‌های اُز سرنخ‌هایی از ال فرانک باوم (کسیکه یکی از مردان لغت بوده و درتی دخترش است) برای درتی بودند که بداند چگونه جادوگر را بکشد. درتی می‌فهمد که کفش‌های پاشنه دار قرمز می‌تواند جادوگر را بکشد. جادوگر، سم و دین را تسخیر می‌کند و فاش می‌کند که نقشه اصلیش این است که لشکرش را به زمین بیاورد و به آن مسلط شود. مادامی که درتی در برابرشان ایستادگی می‌کند، چارلی جادوگر را دنبال می‌کند و او را به موقع می‌کشد و در اُز را دقیقاً قبل از اینکه لشکر خارج بشوند می‌بندد. با مرگ جادوگر، درتی به اُز برمیگردد تا ان را از شری که کنترلش می‌کند آزاد کند و چارلی همراهش می‌رود. |                   |                               |                  |                             |                |          |                                   |
| ۱۷۷ | ۵                 | «بعدازظهر سگی دین»            | تیم اندرو        | اریک چارملو و نیکول نیدر    | ۵ نوامبر ۲۰۱۳  | 4X5056   | ۲٫۱۵                              |
| یک تاکسیدرمیست (کسی که پوست حیوانات را پر می‌کند و اآنها را تاکسیدرمی می‌کند) در اوکلاهاما بوسیله مردی که ویژگی‌های مار را داشته کشته شده. سم و دین تصمیم می‌گیرند درباره‌اش تحقیق کنند ولی به بن‌بست می‌رسند وقتی تنها سرنخشان که یه زوج عاشق حیوان هستند که ویترین تاکسیدرمیست را خراب کردند، چشمانشان بوسیله قاتل با سم مار آسیب دیده. ان شب، قاتل به پناهگاه حیوانات می‌رود و همه گربه‌ها را می‌دزدد و یکی را هم می‌خورد. یک نفر ویژگی‌های گربه‌ها را می‌گیرد و پنجه درمی‌آورد و کارگر پناهگاه را می‌کشد. در حال تحقیق، سم و دین سگ تاکسیدرمیست را درپناهگاه پیدا می‌کنند بنام کلنل و می‌فهمند شاهد هر دو قتل بوده‌است. برای اینکه بفهمند چه چیز اینکارها را می‌کند، دین یک طلسم درست می‌کند که اجازه می‌دهد با حیوانات ارتباط برقرار کند ولی باعث می‌شود ویژگی سگ‌ها را بگیرد! کلنل می‌تواند کمی قاتل را توصیف کند ولی اطلاعات بیشتری نمی‌تواند بدهد. پس هر سه به پناهگاه برمیگردند تا دنبال شواهد دیگر بگردند. در عوض مالش شکم، یک سگ حاضر می‌شود دربارهٔ قاتلی که گربه خورده به آن‌ها بگوید و اینکه او یک کیسه داشت که روی آن اسم یک رستوران بوده. بعد از اینکه دین سگ‌ها را آزاد می‌کند، با سم می‌روند رستوران را چک می‌کنند و از کاغذها و دوتا موش در دفتر می‌فهمند که مردی بنام سرآشپز لئو دارد از اعضای حیوانات استفاده می‌کند تا از طریق جادوگری ویژگی‌های حیوانات مختلف را برای دلایلی بگیرد. سرآشپز لئو برمیگردد و به‌طور کشنده سم را مجروح می‌کند؛ ولی بعد از اینکه ایزیکل او را شفا می‌دهد، لئو ناکارش می‌کند تا سم را بخورد و قدرت شفا پیدا کند. فکر می‌کند سم یک نوع جدیدی در نوع خودش است. لئو می‌فهمد دین از طریق حس سگ بودنش فهمیده که او سرطان دارد. لئو توضیح می‌دهد که او ویژگی‌های حیوانات مختلف را ترکیب می‌کند. لئو ویژگی گرگ را به خودش می‌گیرد تا دین را بکشد ولی دین سگ‌ها را از پناهگاه آزاد می‌کند و آن‌ها لئو را می‌کشند. از آنجایی که برای یک سگ خیلی خطرناک است تا در جاده با آن‌ها باشد، دین کلنل را پیش عاشق حیواناتی که قبلاً در این قضیه مظنون بودند می‌برد و آن‌ها سرپرستیش را می‌گیرند. کلنل به دین می‌گوید: در واقع سگ‌ها بهترین دوست یک شخص نیستن ولی … ولی طلسم قبل از اینکه او حرفش را تمام کند از بین می‌رود! دین نرمال می‌شود و دوباره به سم قوت قلب می‌دهد ولی این تجربه او ار آشفته می‌کند که همان‌طور که آنچه لئو اجازه می‌داد تسخیرش کند سرانجام کاملاً به او مسلط شد و دین نگران است این اتفاق دربارهٔ سم و ایزیکل بیفتد. |                   |                               |                  |                             |                |          |                                   |
| ۱۷۸ | ۶                 | «بهشت نمی‌تواند صبر کند»       | راب سپرا         | رابرت برنز                  | ۱۲ نوامبر ۲۰۱۳ | 4X5057   | ۲٫۳۶                              |
| بعد از اینکه روزنامه‌ها دربارهٔ ۴ ناپدیدشدن رازآلود در رکسفورد می‌نویسند، کستیل که حالا فروشنده‌ای در ایستگاه گاز شده، به دین زنگ می‌زند تا تحقیق کند. سم و کوین می‌مانند تا روی ترجمه لوح فرشته کار کنند. دین به تنهایی می‌رود تا نگاهی بیندازد و کستیل را پیدا می‌کند که به زندگی مثل انسان‌ها عادت کرده‌است. در حال تحقیق صحنه جرم، کستیل یک تفاله عجیب را که جا مانده را بجا میاورد که برای یک نوع خاص از فرشته‌های شفابخش هست که وقتی فردی که زخم کشنده دارد با شفقت می‌کشند این تفاله را از خودشان بجا می‌گذارند. کس می‌فهمد که یک فرشته ولگرد از این نوع دارد کارش را روی زمین با معامله با دردهای انسانی ادامه می‌دهد بدون اینکه بداند این کار، کمک نیست. دین، کس را در جایی که فکر می‌کند یک قرار است ترک می‌کند اما در واقع پرستاری از بچه است؛ که کستیل در ابتدا در آن خوب است تا اینکه وقتی بچه مریض می‌شود، وحشت می‌کند. دین می‌فهمد آنچه که فکر می‌کرده یکی از اولین قربانی‌های فرشته بوده، در واقع پوسته ان فرشته است. دین باعجله به خانه‌ای که کس در آن است، برمیگردد چون به جا می‌آورد که کامیون پوسته را کمی قبل بیرون خانه دیده بوده‌است. کستیل با فرشته افرایم مواجه می‌شود و توضیح می‌دهد که می‌تواند درد کستیل را از انسان بودن به جای فرشته بودن حس کند و فکر می‌کند بهتر است کس به بقیه فرشته‌ها کمک کند. وقتی افرایم سعی می‌کند کس را بکشد، دین می‌رسد و خنجر فرشته را پرتاب می کد تا کس او را بکشد. بعد کستیل به زندگی جدید انسانیش برمیگردد. در پناهگاه زیرزمینی کوین نمی‌تواند لوح فرشته را به انگلیسی ترجمه کند ولی ان را یه حالت نامفهومی از خط میخی ترجمه می‌کند. چون نیاز دارند کسی این را برایشان ترجمه کند، سم و کوین با کراولی معامله می‌کنند: در ازای اینکه به او اجازه دهند به آبادان زنگ بزند، او ترجمه می‌کند. کراولی می‌فهمد آبادان سریع روح جمع می‌کند و می‌خواهد جهنم را به شکلی که دوست دارد دربیاورد. او با تهدیدهای کراولی متعجب می‌شود و تماس را قطع می‌کند. کراولی طبق معامله عمل می‌کند و ترجمه را برای سم و کوین می‌خواند ولی می‌فهمد که طلسم متاترون برگشت‌ناپذیر است. سم این را به دین اطلاع می‌دهد ولی به کس چیزی نمی‌گویند. بعداً سم می‌فهمد کراولی از خون کوین برای دلایل نامعلومی به خودش تزریق می‌کند. |                   |                               |                  |                             |                |          |                                   |
| ۱۷۹ | ۷                 | «پسران بد»                    | کوین پارکز       | آدام گلاس                   | ۱۹ نوامبر ۲۰۱۳ | 4X5055   | ۲٫۰۱                              |
| دین از یک دوست قدیمی به نام سانی که یک خانه بازپروری در نیویورک را اداره می‌کند، تماسی دریافت می‌کند که از آن‌ها بخاطر کشته شدن رازآلود یک مرد در ان خانه کمک می‌خواهد. سم شوکه می‌شود از اینکه می‌فهمد دین در سال ۱۹۹۵ دو ماه در ان خانه بوده و به جای اینکه دوران سختی برایش بوده باشد در واقع خیلی هم لذت برده است. در خانه، سم یکی از کارگران بنام روت را می‌بیند که به او می‌گوید فکر می‌کند قاتل، روح صاحب قبلی مزرعه است که زن بیگناهی را کشته است. سم و دین استخوان‌های مرد را نمک می‌زنند و می سوزونند ولی روت توسط یک روح کشته می‌شود و یکی از پسرهای آنجا دستش را توسط دستگاه چمن زنی از دست می‌دهد. پس آن‌ها می‌فهمند که کار روح اون مرد نیست. بعد از صحبت با پسر کوچولویی بنام تیمی و دیدن نقاشی‌هایش از مرگ مادرش، سم می‌فهمد روح، مادر تیمی است که دارد از پسرش محافظت می‌کند ولی کم‌کم از بودن روی زمین دیوانه شده و به هر چیزی که ان را به عنوان تهدیدی برای پسرش می‌بیند حمله می‌کند. تیمی توضیح می‌دهد که مادرش در تصادف ماشین مرد؛ جاییکه ماشین منفجر شد ولی توانست تیمی را نجات بدهد و وقتی تیمی مادرش را صدا زد او برگشت ولی نمی‌توانه کنترلش کند. دین اسباب بازی تیمی را که مادرش به او داده، از بین می‌برد ولی وقتی اینکار اثری ندارد و مادر تیمی به سم حمله می‌کند، دین و دوست دختر قدیمیش، روبین، می‌فهمند که روح بیشتر از اسباب بازی به تیمی متصل است. وقتی مادر تیمی می‌خواهد آن‌ها را بکشد، دین از تیمی می‌خواهد به مادرش بگوید برود. روح با گوش دادن به حرف پسرش، صالحانه رشد می‌کند و در نهایت می‌رود. روبین نهایتاً می‌فهمد دین چرا مجبور بوده برود و اینکه نهایتاً برعکس آنچه در بچگی فکر می‌کردند، مجبور شدند کاری را که والدینشان می‌خواستند کنند و این چنان بد نیست. سم هم فهمید که خانه بازپروری به جای اینکه بدترین قسمت زندگی دین بوده باشد، بهترینش بوده‌است. در فلش بک‌ها، دین بعد از اینکه همه پول غذایشان را از دست می‌دهد میرود تا غذا بدزدد اما دستگیر می‌شود و به خانه بازپروری برده می‌شود. پدرش برای تنبیه، آنجا رهایش می‌کند ولی دین یادمی‌گیرد از اوقاتش لذت ببرد. آنجا با روبین دوست می‌شود و عاشقش می‌شود بعد از اینکه اولین بوسه را به او می‌دهد. دین می‌گوید هیچ وقت نمی‌خواهد شغل خانوادگیشان را ادامه دهد و روبین هم همین را می‌گوید. هر دو برنامه می‌ریزند با هم به مدرسه رقص بروند و در این مدت، دین قهرمان کشتی دبیرستان می‌شود و دوست پیدا می‌کند. به هر حال، در شب رقص، جان برمیگردد تا او را در شکار بعدیش با خودش ببرد. سانی به دین پیشنهاد می‌دهد آنجا بماند ولی دین تصمیم می‌گیرد سم را تنها نگذارد و همراه پدر و برادرش می‌رود. |                   |                               |                  |                             |                |          |                                   |
| ۱۸۰ | ۸                 | «سنگ و یک مکان سخت»           | جان مک‌کارتی      | جنی کلین                    | ۲۶ نوامبر ۲۰۱۳ | 4X5058   | ۲٫۳۹                              |
| در حال تحقیق برای ناپدید شدن‌های رازآلود در هارتفورد، کلانتر جودی میلز به سم و دین برای کمک تلفن می‌کند چون گزارش‌هایی از نورهای عجیب و قدرت غیرطبیعی وجود دارد. سم و دین عقیده دارند این کار یک اژدهاست چون فقط باکره‌ها برده شده‌اند و بعد به گروه عفت کلیسا می‌پیوندند. دین با مشاور گروه به خونه میره و می فهمه که اون یکی از پورن استارهای مورد علاقشه و بعد باهاش رابطه برقرار می کنه! در همین زمان، سم و کلانتر میلز می فهمن که افرادی که برده شده‌اند کسانی هستن که قول عفت خودشون رو شکسته‌اند ولی خیلی دیر به دین خبر میدن. دین و مشاور، سوزی لی، به یک پناهگاه قدیمی انداخته میشن جاییکه بقیه قربانیها به جز یکی، که قبلاً برده شده، اونجا هستن. دین به سم زنگ می زنه ولی تماس سریع قطع میشه؛ ولی سم سرنخی از صدای سوت قطار بدست میاره. سم و کلانتر میلز می فهمن که دین کجاست و اینکه اونا با یک وستا، یک الهه رومی آتشدان، طرفند. بعد از اینکه بزور از یک باکره خون می گیرن برای میخ چوبی که می تونه وستا رو بکشه، به مزرعه‌ای میرن که اونجا با وستا روبرو میشن. کلانتر میلز، وستا رو میکشه ولی قبلش وستا فاش می کنه که بدن سم در وضع بدیه. دین آزاد میشه و سه تایی قربانی‌های زنده مانده رو نجات می‌دهند. بعد از آن، سم دربارهٔ اونچه وستا گفت می پرسه و دین می خواد که حقیقت رو بگه ولی ایزیکل متقاعدش می کنه که نگه. |                   |                               |                  |                             |                |          |                                   |
| ۱۸۱ | ۹                 | «وحشت مقدس»                   | توماس جی. رایت   | برد باکنر و اجنیه روس-لمینگ | ۳ دسامبر ۲۰۱۳  | 4X5059   | ۲٫۴۲                              |
| یک جنگ داخلی بین فرشته‌هایی که برای بارتالیمیو و ملاکی کار می‌کنند شروع میشه، چون هر دو قصد حکومت بر بهشت رو دارن. در ابتدا سم و دین با کستیل به جستجو میرن ولی ایزیکیل، دین رو مجبور می کنه تا کستیل رو دور کنه.در همین زمان، متاترون با ایزیکیل ملاقات میکنه و معلوم میشه اسمش گادریل هست که محافظ باغ عدن بوده تا اینکه ابلیس واردش میشه و موهبت گادریل ازش گرفته میشه. اون طی سقوط آزاد میشه و متاترون ازش درخواست همکاری می کنه تا بهشت رو دوباره با فرشته‌هایی که دوست دارن بسازن (متاترون از تنهایی در بهشت خسته شده). در ناامیدی، کستیل برای کمک دعا می کنه و فرشته‌ای بنام موریل رو ملاقات می کنه که در جنگ بی‌طرفه. کستیل متقاعدش می کنه به حرفاش گوش کنه و موریل هرچه رو که می دونه توضیح میده؛ ولی ملاکی و فرشته‌ای بنام تئو، اونا رو دستگیر می کنن. ملاکی، کستیل رو برای اطلاعات دربارهٔ متاترون شکنجه میده وموریل رو میکشه. ملاکی فاش می کنه که طی سقوط عده زیادی از فرشته‌ها از جمله ایزیکیل کشته شده‌اند. ملاکی، کستیل رو با تئو تنها میذاره. تئو می خواد به گروه متاترون بپیونده پس کستیل بهش کلک میزنه تا آزادش کنه و بعد موهبتشو ازش می دزده و دوباره به فرشته تبدیل میشه و اندکی قدرتشو بدست میاره. بعد از فرار، به دین تلفن میزنه و دربارهٔ ایزیکیل بهش اخطار میده. گادریل در ابتدا بی میله و بعد قبول می کنه و متاترون برای اثبات وفاداریش بهش دستورهایی می ده تا عده‌ای رو بکشه. بعد از کشف حقیقت، دین از طلسمی استفاده می کنه تا بتونه با سم سحبت کنه و حقیقت رو بهش بگه ولی سم اونو کتک میزنه و فاش می کنه که در واقع گادریله و طلسم رو تغییر داده تا بتونه به‌طور کامل کنترل سم رو بگیره. گادریل، کوین رو می کشه و اونجا رو به همراه لوح فرشته‌ها و شیاطین ترک می کنه ولی دین رو زنده میذاره تا برای از دست دادن کوین و سم عزاداری کنه. |                   |                               |                  |                             |                |          |                                   |
| ۱۸۲ | ۱۰                | «سفر جاده‌ای»                  | روبرت سینگر      | اندرو دب                    | ۱۴ ژانویه ۲۰۱۴ | 4X5060   | ۲٫۲۱                              |
| مادامی که دین برای فقدان کوین اندوهگینه، گادریل هدفای بیشتری که متاترون بهش میگه رو می کشه. دین برای کستیل مرگ کوین و وضعیت سم رو شرح میده. کستیل میگه می تونن با کنار گذاشتن فرشته، مستقیماً با سم صحبت کنن تا گادریل رو بیرون کنه. اونا از کراولی برای یافتن و گرفتن سم درخواست کمک می کنن. در راه، یک شیطان اونا رو می بینه و ابادون رو از جای تقریبی کراولی آگاه می کنه. یکی از اهداف گادریل، دوست قدیمیش بنام ابنر هست که توضیح میده شادی واقعی چیزیه که در دنیا مهمترینه و برای داشتنش مهم نیست چه هزینه‌ای باید داد. گادریل، ابنر رو می کشه ولی توسط دین و کستیل دستگیر میشه. بعد از شکنجه کردن گادریل و تلاش برای ارتباط با سم، میگه که تجربه بسیار بدتر از این هم داشته و به اندازه تمام دنیا می تونه تحمل کنه. دین با کراولی معامله می کنه و قول میده اگه بتونه سم رو تسخیر کنه و بیدارش کنه، آزادش می کنه. کراولی، سم رو تسخیر می کنه و موفق میشه و گادریل از بدن سم خارج میشه. بعد از برگشت کراولی به بدن قبلیش، آبادون پیداش میشه و کروالی به سم، دین و کستیل میگه از در پشتی فرار کنن. اون با آبادون صحبت میکنه و ادعا می کنه هنوز زنده اس و برای برگشت به جهنم لشکرکشی خواهد کرد. قبل از اینکه آبادون دعوا رو شروع کنه، ناپدید میشه. دین به سم میگه که به تنهایی گادریل رو شکار خواهد کرد چون آلوده اس و هرکسی اطرافش باشه آسیب میبینه. بخاطر کلک دین، سم اخطار میده که گادریل مشکل اونا نیست و به جای توضیح بیشتر، به دین پیشنهاد می کنه از ترکش کنه و بره. |                   |                               |                  |                             |                |          |                                   |
| ۱۸۳ | ۱۱                | «اولین زاده»                  | جان بدهام        | رابی تامپسون                | ۲۱ ژانویه ۲۰۱۴ | 4X5061   | ۲٫۶۵                              |
| کراولی به دین نزدیک می‌شود تا برای یافتن اولین شمشیر کمکش کند؛ سلاحی که فرشتگان مقرب برای کشتن شوالیه‌های جهنم استفاده کردند. چون این تنها چیزیست که می‌تواند آبادون رو بکشد. در این راه، دین و کراولی می‌فهمند که یک بار جان وینچستر با شکارچی بنام تارا کار کرده، کسیکه سال‌ها بدنبال شمشیر بوده. بعد از یافتن تارا، از یک طلسم مکان یاب استفاده می‌کنند که آن‌ها را به سمت قابیل هدایت می‌کند. کسی که از اولین شیاطین بوده و شوالیه‌ها رو آموزش داده ولی بعد آن‌ها را کشته. قابیل از کمک به آن‌ها سرباز می‌زند و وقتی دسته‌ای از شیاطین حمله می‌کنند، قابیل اجازه می‌دهد آن‌ها وارد بشوند و با دین و کراولی بجنگنند. او می‌گوید که هابیل رو کشته است تا اجازه ندهد با لوسیفر کار کند و باعث شد تا به بهشت برود. از طرفی می خواد از آبادون انتقام بگیرد چون او همسرش را به قتل رسانده است. در نهایت فاش می‌کند که طلسم آن‌ها رو به سمت آن هدایت کرده چون نشان قابیل منبع قدرت شمشیر می‌باشد و می‌تواند آن را به فردی شایسته مثل دین انتقال دهد. علی‌رغم اخطارهای قابیل بخاطر بهای وحشتناک نشان، دین قبول می‌کند. قابیل از دین می‌خواهد که بعد از کشتن آبادون او را نیز بکشد. سپس دین و کراولی رو به جای امنی می‌فرستد درحالیکه که با گروهی از شیاطین می‌جنگد. دین می‌فهمد کراولی از او سوءاستفاده کرده ولی هنوز هم به او احتیاج دارد، چون شمشیر در اعماق اقیانوس می‌باشد و فقط کراولی می‌تواند آن را بیابد. در همین زمان، کستیل می‌فهمد مقداری از موهبت گادریل هنوز درون سم است و می‌توانند از آن برای ردیابی فرشته‌ها استفاده کنند. استخراج موهبت باعث برگشت سم به وضعیت قبل از تسخیرش توسط گادریل می‌شود؛ ولی سم مانع از توقف کار می‌شود تا کستیل همه موهبت رو بگیرد حتی اگه باعث مرگش بشود. کستیل می‌فهمد که بخاطر دوران انسانیتش نمی‌تواند اجازه دهد سم خودش را فدا کند و آرزوی رستگاری دارد. پس کارش را متوقف می‌کند و سم رو شفا می‌دهد و بقیه موهبت رو از بین می‌برد. سم و کستیل طلسم رو امتحان می‌کنند ولی مقدار موهبت کافی نیست. کستیل می‌رود تا متاترون رو بیابد چون باور دارد او تنها کسیست که کلید اصلاح همه چیز را در اختیار دارد. |                   |                               |                  |                             |                |          |                                   |
| ۱۸۴ | ۱۲                | «دندان‌های تیز»                | جان شوالتر       | آدام گلاس                   | ۲۸ ژانویه ۲۰۱۴ | 4X5062   | ۲٫۷۶                              |
| بعد از کشته شدن یک گاو، گارث با یک ماشین تصادف می‌کند و سم و دین جداگانه می‌آیند تا ببینند دوستشان طی ماه‌ها کجا بوده. با این ادعا که چیزی به یاد ندارد، گارث از بیمارستان فرار می‌کند. سم و دین با دنبال کردنش، می‌فهمند او با یک گرگینه ازدواج کرده و خودش هم شش ماه قبل در یک شکار گاز گرفته شده و تبدیل شده. گارث اصرار می‌کند که او و گروهش به انسان‌ها آسیب نمی‌رسانند و در صلح با هم زندگی می‌کنند. سم خواهان اعتماد به گارث است ولی دین نه، بخاطر غیبت طولانی مدت او و طبیعت مشکوکش. وقتی همه چیز خوب بنظر میآید، سم و دین توسط کلانتر محلی که یک گرگینه است به دام می‌افتند و مجبور به کشتنش می‌شوند. به دنبال گارث، سم می‌فهمد او و همسرش بس گمشده‌اند و توسط اعضایی از گروه دزدیده می‌شود. دین هم می‌فهمد آن‌ها فنریس را ستایش می‌کنند و اعتقاد دارند وقتی روگنارک بیاید می‌توانند بر انسان‌ها چیره شوند. همسر کشیش نقشه می‌کشد که گارث و بس را بکشد و صحنه‌سازی کند که این، کار سم و دین بوده تا بقیه اعضای گروه که خواهان زندگی مسالمت آمیزند تحریک شوند و واکنش نشان دهند؛ ولی دین می‌رسد و هر سه گرگینه مقصر را می‌کشد. بعد از این ماجرا، گارث پیشنهاد می‌کند به شکار برگردد و از قدرتهای گرگینه ایش برای کمک استفاده کند ولی دین می‌گوید از زندگی جدیدش لذت ببرد. هم چنین می‌فهمد همه گرگینه‌ها بد نیستند. دین سعی می‌کند برای سم جبران کند. سم هم قبول می‌کند به شکار با دین برگردد ولی دیگر به او اعتماد ندارد. |                   |                               |                  |                             |                |          |                                   |
| ۱۸۵ | ۱۳                | «پاکسازی»                     | فیل اسکریچیا     | اریک چارملو و نیکول نیدر    | ۴ فوریه ۲۰۱۴   | 4X5063   | ۲٫۴۶                              |
| دین در مینه سوتا پرونده‌ای می‌یابد که یک مرد ۳۱۶ پوندی در ماشینش کشته شده درحالیکه فقط ۹۸ پوند از وزنش باقی‌مانده بود. سم و دین فکر می‌کنند این کار جادوگری است. طی تحقیق علامت مکش عجیبی روی این مرد و سایر قربانی‌ها می‌یابند. بعد از اینکه همین علامت را روی بدن یک مربی ورزشی خصوصی پیدا می‌کنند، سم و دین مخفیانه به مرکز سلامتی می‌روند که در آنجا مردم خیلی سریع وزن زیادی کم می‌کنند. بعد از اینکه دین پودینگ مرکز را می‌چشد، با ماده‌ای بنام روفیس مسموم می‌شود و می‌فهمند که صاحب مرکز یک هیولا است. دین او را در حال خوردن چربی‌هایی که در یخچال بودند، دستگیر می‌کند. در همین زمان که سم و دین بااین زن بنام ماریتزا روبرو هستند، برادر او، آلونزو، شوهرش را می‌کشد. ماریتزا توضیح می‌دهد که او و برادرش موجوذاتی بنام پیشتاکو هستند. هیولاهای انگلی پرویی که از چربی تغذیه می‌کنند. ماریتزا این مرکز را تأسیس کرده تا بدون هیچ ضرری از چربی انسان‌ها تغذیه کنند؛ ولی برادرش به این کار راضی نبوده و می‌خواسته از مردم تا حد مرگشان تغذیه کند. سم و دین آلونزو را تقیب کرده و می‌کشند و به پلیس می‌گویند او یک قاتل سریالی روانی بوده. اگرچه دین قصد کشتن ماریتزا را هم دارد ولی سم او را منع می‌کند و بجایش او را به پرو می‌فرستند. بعداً دین سعی می‌کند فضا را بین خودش و سم دربارهٔ کارهایی که کرده، آرام کند؛ ولی سم می‌گوید دین آن کارها را بخاطر خودش کرده تا تنها نباشد. وقتی دین سعی می‌کند سم را راضی کند که او هم در آن موقعیت همان کار را می‌کرده، سم انکار می‌کند و می‌گوید اجازه می‌داده تا دین بمیرد. با این کار ضربه روحی شدیدی به دین می‌زند. |                   |                               |                  |                             |                |          |                                   |
| ۱۸۶ | ۱۴                | «اسیران»                      | جری وانک         | رابرت برنز                  | ۲۵ فوریه ۲۰۱۴  | 4X5064   | ۲٫۱۲                              |
| سم و دین با تعجب با روح کوین ترن مواجه می‌شوند. او بین دو دنیا گیر افتاده. کوین از روح دیگری شنیده که مادرش زنده است و از برادرها می‌خواهد او را نجات دهند. با کمک آن روح، سم و دین می‌فهمند مادرش، لیندا در یک انبار در کانزاس است اما توسط شیطانی که لیندا را شکنجه می‌کرده (بنام دل) دستگیر می‌شوند. هر سه خود را آزدا می‌کنند و لیندا آن شیطان را می‌کشد. سپس لیندا را به انبار مردان لغت برده تا پسرش را ببیند. با وجود ریسک‌هایی، لیندا روح پسرش را به خانه می‌برد و کوین هم از سم و دین می‌خواهد تا مشکلاتشان با هم را کنار بگذارند. اما وقتی می‌رود، برادرها با بی‌توجهی یکدیگر را نادیده می‌گیرند. در همین زمان، بارتالیومیو، کستیل را دستگیر کرده و می‌خواهد کستیل با او متحد شود. اما کستیل روش‌های وحشیانه او را نمی‌پذیرد و می‌خواهد جنگ‌های فرشتگان تمام شود. در مبارزه، بارت را شکست می‌دهد اما او را نمی‌کشد چون مرگ بیشتر فرشته‌ها را نمی‌خواهد. در هر حال، وقتی پشتش را می‌کند بارت دوباره حمله می‌کند و کستیل مجبور به کشتنش می‌شود. بعد از این، بعضی از یاران بارت پیش کستیل می‌روند تا به او بپیوندند. |                   |                               |                  |                             |                |          |                                   |
| ۱۸۷ | ۱۵                | «مرد لاغر»                    | جین‌نات وارک      | جنی کلین                    | ۴ مارس ۲۰۱۴    | 4X5066   | ۱٫۹۳                              |
| در واشینگتن یک دختر نوجوان بنام کیسی، با چیزی شبیه روح کشته می‌شود. سم و دین در طول تحقیق می‌فهمند رقیب‌های قدیمی آنها، اد و هری از گروه «مقابله کنندگان با روح» در ماجرا وارد شده‌اند و فکر می‌کنند قاتل «مرد لاغر» است. این هیولا در عکس‌ها و ویدیوهای مختلفی از مرگ‌های غیرطبیعی ظاهر می‌شود. سم و دین گیج می‌شوند چون مرگ‌ها به نظر ماورایی نیستند و عکس‌ها جعلی بنظر می‌رسند. وقتی مرد لاغر مدیر یک رستوران را می‌کشد، معلوم می‌شود واقعیت دارد. نهایتاً، اد بیان می‌کند او مرد لاغر را اختراع کرده تا نگذارد هری بدنبال زندگی عادی رود و او را ترک کند. هری از حمله مرد لاغر جان سالم بدر می‌برد و و اد حقیقت را به او می‌گوید و او را خشمگین می‌کند. با دنبال کردن رد لاستیک ماشین، سم و دین ماشین مرد لاغر را می‌یابند. اما معاون کلانتر بنام نوروود به آن‌ها ضربه می‌زند. نوروود فاش می‌کند که به همراه یک مرد جوان بنام راجر، نقش مرد لاغر را بازی می‌کنند. آن‌ها انسان هستند و تمام نشانه‌های مرد لاغر را جعل می‌کنند و افراد را می‌کشند. سپس قصد کشتن سم و دین را می‌کنند ولی اد و هری می‌رسند و حواسشان را پرت می‌کنند. سم و دین خودشان را آزاد کرده و با آن‌ها مبارزه می‌کنند. دین، راجر را می‌کشد و هری برای نجات اد مجبور به کشتن نوروود می‌شود. سپس دین صحنه را طوری مرتب می‌کند که گویا راجر و نوروود یکدیگر را کشته‌اند. در پایان، هری، اد را بخاطر دروغش نمی‌بخشد و او را ترک می‌کند. |                   |                               |                  |                             |                |          |                                   |
| ۱۸۸ | ۱۶                | «رقیبان شمشیر»                | سرج لادوکئور     | برد باکنر و اجنیه روس-لمینگ | ۱۸ مارس ۲۰۱۴   | 4X5065   | ۱٫۸۶                              |
| کراولی به خون انسان معتاده شده؛ ولی وقتی شیطانی که برایش خون تهیه می‌کرده، برای ابادون به او خیانت می‌کند، کراولی به سم دین زنگ می‌زند. سم، دین و کراولی می‌فهمند شخصی شمشیر را در درازگودال ماریانا یافته و سپس شمشیر بین صاحب‌های مختلف چرخیده. پس برای یافتنش اقدام می‌کنند. نهایتاً می‌فهمند شمشیر در خانه یکی از مردان لغت شریر بنام «مگنس» می‌یابند. سم و دین می‌فهمند او کلکسیونر موجودات و وسایل کمبیاب ممثل شمشیر است. او به دین نیاز دارد تا از شمشیر استفاده کند. پس دین را زندانی می‌کند و سم را از مخفیگاهش خارج می‌کند. سم و کراولی برنامه‌ریزی می‌کنند و دوباره داخل می‌شوند ولی سم دستگیر می‌شود. کراولی، دین را آزاد می‌کند و دین با شمشیر نخستین مگنس را می‌کشد. سم می‌فهمد شمشیر تأثیر عجیبی روی دین می‌گذارد. بعداً کراولی شمشیر را از برادرها می‌گیرد، چون به آن‌ها اعتماد ندارد و ترس کشته شدن خودش را دارد و تنها وقتی آن را پس می‌دهد که محل ابادون را پیدا کنند. |                   |                               |                  |                             |                |          |                                   |
| ۱۸۹ | ۱۷                | «مددکار کوچولوی مادر»         | میشا کالینز      | آدام گلاس                   | ۲۵ مارس ۲۰۱۴   | 4X5067   | ۲٫۲۵                              |
| دین درحال جستجو دربارهٔ آبادون است و برای استراحت به یک بار می‌رود اما آنجا کراولی را می‌بیند. سم ترجیح می‌دهد به تحقیق دربارهٔ افرادی خوب در میلتون بپردازد که خودبخود به قاتلانی خشن تبدیل شده‌اند. در این راه با یک راهبه سابق آشنا می‌شود که در سال ۱۹۵۸ در رویدادی به همین شکل «مردان لغت» را دیده بوده. او فاش می‌کند که آبادون به صومعه آن‌ها آمده بوده و روح افراد را از بدنشان خارج می‌کرده. اما وقتی با هنری وینچستر و جوزی سندز روبرو می‌شود، تصمیم می‌گیرد بدن هنری را تسخیر کند. اما جوزی آبادون را متقاعد می‌کند که بدن او را تسخیر کند. آبادون با هنری وارد انجمن «مردان لغت» می‌شود تا قبل از تخریب گروهشان، آن‌ها را از نزدیک مطالعه کند. الان هم او شیاطینی دارد که دوباره برایش روح جمع می‌کنند تا این روح‌ها را به ارتشی از شیاطین تبدیل کند. سم شیطانی که مسئول دزدیدن ارواح در میلتون است را می‌کشد و ارواح گرفتار را آزاد می‌کند تا به بدن صاحبانشان برگردند. او اکنون بشدت از برنامه آبادون ناراحت است و به اندازه دین مصمم است که آبادون را متوقف کند. |                   |                               |                  |                             |                |          |                                   |
| ۱۹۰ | ۱۸                | «فرا داستان»                  | توماس جی. اریت   | رابی تامپسون                | ۱۵ آوریل ۲۰۱۴  | 4X5068   | ۱٫۶۰                              |
| در یوتا تعدادی از فرشته‌ها بخاطر امتناع از پیوستن به متاترون سلاخی می‌شوند. متاترون ادعا کرده می‌تواند آن‌ها را به بهشت برگرداند. تعدادی از فرشته‌ها می‌خواهند کستیل رهبر آن‌ها در برابر متاترون باشد ولی او نمی‌پذیرد. جبرئیل پیش کستیل می‌آید و ادعا می‌کند جان سالم بدر برده و از مخفیگاهش خارج شده تا عالیه متاترون فعالیت کند. کستیل می‌فهمد این توهمی است که متاترون ایجاد کرده‌است. متاترون جنگ فرشته‌ها را به صورت داستانی در نظر دارد و می‌خواهد کستیل با رهبری فرشته‌ها علیه او، نقش ضدقهرمان را بازی کند. وقتی موفق به قانع کردن او نمی‌شود، ادعا می‌کند به او اجازه برگشت به بهشت و موهبتی جدید را خواهد داد؛ زیرا موهبت کنونیش اگر بزودی شارژ نشود او را خواهد کشت. سم و دین، گادریل را دستگیر می‌کنند. وقتی دین با گادریل تنهاست، گادریل او را با حرفهایش دربارهٔ سم تحریک می‌کند. نشان قابیل بشدت دین را اغوا می‌کند تا گادریل را بکشد. متاترون به سم می‌گوید که حاضر است کستیل را با گادریل معامله کند. در معامله، متاترون به سادگی آتش مقدس را خاموش کرده و نشان فرشتگان را پاک می‌کند. او می‌گوید سم و دین نمی‌توانند او را متوقف کنند اما دیدن تلاششان برایش جالب است. سپس با گادریل می‌رود. به نظر می‌رسد کستیل نهایتاً تصمیم می‌گیرد رهبری گروهی از فرشتگان را برعهده بگیرد همان‌طور که متاترون می‌خواست. |                   |                               |                  |                             |                |          |                                   |
| ۱۹۱ | ۱۹                | «الکس آنی الکسیس آن»          | استفان پلسزینسکی | رابرت برنز                  | ۲۲ آوریل ۲۰۱۴  | 4X5069   | ۲٫۱۰                              |
| در داکوتای جنوبی، یک دختر جوان به نام الکس دستگیر می‌شود؛ ولی وقتی افسر پلیس نیست، یک خون‌آشام که به نظر دختر را می‌شناسد به او حمله می‌کند. کلانتر جودی میلز خون‌آشام را می‌کشد و به سم و دین برای کمک زنگ می‌زند. آن‌ها می‌فهمند الکس هشت سال پیش توسط خانواده‌ای از خون‌آشام‌ها به رهبری سلیا دزدیده شده بوده و آن‌ها اکنون بدنبال او هستند، زیرا فرار کرده‌است. با ردیابی آشیانه آن‌ها از طریق بلیط اتوبوس، سم و دین با یکی از خون‌آشام‌ها روبرو می‌شوند. قبل از کشته شدن، خون‌آشام فاش می‌کند که الکس، انسان‌ها را به سمت آشیانه می‌کشانده تا خون‌آشام‌ها تغذیه کنند. قبل از اینکه سم و دین برسند، خانواده به جودی و الکس حمله می‌کنند و الکس را می‌دزدند. الکس فاش می‌کند بخاطر حس گناه از اقداماتش، فرار کرده بوده‌است. بعد از برگشت سم، دین و جودی به آشیانه، آن‌ها دستگیر می‌شوند و جودی می‌فهمد الکس به خون‌آشام تبدیل شده‌است. جودی می‌فهمد سلیا با دزدیدن الکس، قصد داشته جای دختر مرده اش را پر کند. الکس، جودی را از دست سلیا نجات می‌دهد و جودی هم سلیا را می‌کشد. در همین زمان، دین خودش را آزاد می‌کند و دو خون‌آشام دیگر را می‌کشد ولی از انجام این کار احساس لذت می‌کند. از آنجایی که الکس هنوز از خون تغذیه نکرده، سم و دین می‌توانند او را درمان کنند و جودی تصمیم می‌گیرد تا زمانی که لازم است از الکس مراقبت کند چون هردوی آن‌ها کل خانواده‌شان را از دست داده‌اند. |                   |                               |                  |                             |                |          |                                   |
| ۱۹۲ | ۲۰                | «شجره نامه»                   | رابرت سینگر      | اندور دب                    | ۲۹ آوریل ۲۰۱۴  | 4X5070   | ۲٫۰۳                              |
| این قسمت، پیش نمایشی برای یک سریال جدید تلویزیونی است؛ ۵گروه مافیایی از خانواده هیولاها در زیرزمین شیکاگو رفت‌وآمد دارند. یکی از آن‌ها خانواده شیپ شیفترها هستند که توسط مارگو لاسیتر اداره می‌شوند. وقتی برادر کوچکتر او، دیوید، به خانه برمی گردد و موقعیت خود را در تجارت خانواده طلب می‌کند، فرمانروایی مارگو به خطر می‌افتد. خانواده دیگر، خانواده گرگینه هاست که توسط جولیان دووال اداره می‌شود. وقتی برادرها با انیس روبرو می‌شوند، مسیر این خانواده‌ها با سم و دین یرخورد می‌کند. انیس دشمنی‌های شخصی با هیولاها دارد زیرا دوست دخترش توسط هیولایی با پنجه‌های نقره‌ای درست مانند برادر دیوید کشته شده‌است. وینچسترها به انیس هشدار می‌دهند تا شکارچی نشود. اما انیس گوش نمی‌دهد و وارد مسیر خطرناکی می‌شود. معلوم می‌شود دیوید عاشق ویولت است، گرگینه‌ای که دختر جولیان است. این می‌تواند باعث جنگی عظیم بین این پنج خانواده شود و انسان‌ها هم در این بین گرفتار می‌شوند. |                   |                               |                  |                             |                |          |                                   |
| ۱۹۳ | ۲۱                | «پادشاه جهنمی»                | پی.جی. پس‌سی      | برد باکنر و اجنیه روس-لمینگ | ۶ مه ۲۰۱۴      | 4X5071   | ۱٫۵۹                              |
| کستیل به سم و دین زنگ می‌زند تا از یکی از فرشته هایمتاترون بازجویی کنند و خودش هم دنبال راهی دیپلماتیک است تا جنگ را خاتمه دهد. از آنجایی که گادریل، ملاکی را کشته است، اکنون تمام فرشته‌ها یا طرف کستیل هستند یا متاترون. سم و دین می‌فهمند متاترون راهی مخفی به بهشت دارد که بخاطر سیال بودنش فرشته‌ها آن را حس نمی‌کنند. کستیل هنوز به شرافت گادریل اعتقاد دارد و هشدار می‌دهد که اعتماد به متاترون در اولین قدم باعث سقوط تمام فرشته‌ها شد. بعد از دفع حمله به آنها، کستیل از کادریل می‌خواهد جاسوس او در دستگاه متاترون باشد. آبادون پسر کراولی را از سال ۱۷۲۳ به زمان حال می‌آورد. او پسر کراولی را شکنجه می‌دهد تا با استفاده از حس انسانیتی که به دلیل اعتیاد به خون در کراولی ایجاد شده است، او را راضی به همکاری با خود کند. کراولی به وینچسترها زنگ می‌زند و آدرس خنجر را می‌دهد و با کلمات رمزی به دین می‌فهماند این یک تله است. دین سم را مشغول می‌کند و به تنهایی با خنجر با آبدون رو در رو می‌شود. خنجر به او قدرتی می‌دهد که می‌تواند در برابر قدرت آبادون مقاومت کند و او را می‌کشد. وینچسترها به کراولی اجازه می‌دهند برود چون او به آن‌ها کمک کرده بود. کراولی به جای فرستادن پسرش به گذشته و کشته شدن در در سفر دریایی، او را در زمان حال نگه می‌دارد. اگرچه برادرها اعتقاد دارند این کار باعث اختلال در زمان می‌شود. سم عقیده دارد خنجر نخستین دین را عوض می‌کند و باید آن را پنهان کنند ولی دین از این کار امتناع می‌کند. |                   |                               |                  |                             |                |          |                                   |
| ۱۹۴ | ۲۲                | «پلکانی به بهشت»              | گای بی           | اندرو دب                    | ۱۳ مه ۲۰۱۴     | 4X5072   | ۱٫۷۴                              |
| یک فرشته در مغازه بستنی فروشی خودش را منفجر می‌کند و ادعا می‌کند این کار برای کستیل است و در این راه یکی از پیروان متاترون و تعدادی انسان را می‌کشد. این باعث می‌شود تعدادی از پیروان کستیل به او شک کنند اگرچه او می‌گوید دستور چنین حملاتی را نداده است. طرفداران متاترون کم شده‌اند پس او تصمیم می‌گیرد با تایروس، رهبری فرقه‌ای مستقل از فرشته‌ها، در کلوپ بولینگ ملاقات کند. تایروس تز پیوستن به متاترون اجتناب می‌کند و می‌گوید اگر کشته شود پیروانش به کستیل می‌پیوندند. یک بمبگذار دیگر به متاترون حمله می‌کند و انفجار باعث کشته شدن تایروس می‌شود. دین بمبگذار دیگری را می‌یابد که همان تسا است. بقیه فرشته‌ها، دین را مانند یک قاتل وحشی می‌بینند و اصرار دارند برای رسیدن به پاسخ سوالاتش فقط با تسا حرف بزند. تسا می‌گوید درد روح‌هایی که در زمین گیر افتاده‌اند و بخاطر بسته شدن بهشت نمی‌توانند وارد آن شوند، او را شکنجه می‌داده و اگرچه او قبلاً برای خودکشی بسیار بزدل بوده، اکنون برای کستیل حاضر است فدا شود. تسا با شمشیر نخستین خودش را می‌کشد و صحنه طوری به نظر می‌رسد که دین او را کشته. متاترون با کستیل تماس می‌گیرد و می‌گوید پیروان تایروس به او پیوسته‌اند، فرشته‌های دیگر برای کستیل مهم نیستند و او فقط به دنبال پیروزی در جنگ است البته قبل از آنکه موهبت جدیدش تمام شود. متاترون به پیروان کستیل پیشنهاد عفو عمومی و پیوستن به خودش را می‌کند. فرشته‌ها از کستیل تقاضای کشتن دین را می‌کنند تا با این کار ثابت کند رهبر با ارزشی است. او امتناع می‌کند و همه فرشته‌ها او را بخاطر متاترون ترک می‌کنند. گادریل می‌فهمد متاترون تمام بمبگذارها را شستشوی مغزی داده بوده تا فکر کنند برای کستیل می‌میرند. دین کاملاً از اینکه از شمشیر نخستین جدا شود، امتناع می‌کند حتی اگر باعث طغیان غیرقابل کنترلی در او شود. گادریل پیشنهاد می‌کند تا به کستیل و وینچسترها همه چیز را دربارهٔ متاترون و برای توقف او بگوید. دین وحشینه با شمشیر نخستین به او حمله می‌کند و سم و کستیل سعی در مهار او دارند. |                   |                               |                  |                             |                |          |                                   |
| ۱۹۵ | ۲۳                | «به معجزه اعتقاد داری؟»       | توماس جی. رایت   | جرمی کارور                  | ۲۰ مه ۲۰۱۴     | 4X5073   | ۲٫۳۰                              |
| بعد از حمله دین به گادریل با خنجر نخستین، سم و کستیل او را حبس می‌کنند زیرا از تأثیرات خنجر روی او می‌ترسند. سپس گادریل را شفا می‌دهند و او فاش می‌کند متاترون قصد دارد انسان‌ها را وادار کند به جای خدا از او پیروی کنند. متاترون با استفاده از لوح فرشتگان قدرت زیادی بدست آورده است. پس گادریل و کستیل تصمیم می‌گیرند به بهشت نفوذ کنند تا لوح را بشکنند. سم هم به تنهایی به دنبال متاترون می‌رود. دین، کراولی را احضار می‌کند و با کمک او از زندان فرار می‌کند و بدنبال متاترون می‌گردد؛ ولی وقتی سم همراهی با او را می‌پذیرد، کراولی آن‌ها را ترک می‌کند. این دو رد متاترون را پیدا می‌کنند ولی دین می‌گوید جایی برای سم نیست. در بهشت، گادریل و کستیل شناخته شده و حبس می‌شوند؛ ولی گادریل با فداکردن خودش کستیل را آزاد می‌کند و هانا را قانع می‌کند که به او کمک کند. کستیل لوح فرشته را پیدا کرده و آن را می‌شکند. با این کار متاترون تبدیل به یک فرشته معمولی می‌شود و قبل از اینکه سم او را بکشد فرار می‌کند. او با کستیل روبرو می‌شود و با غرور به او می‌گوید قرار است بر انسان‌ها و فرشته‌ها حکومت کند زیرا هر دو از او کمتر هستند. اما کستیل مخفیانه در حال انتشار سخنان او به فرشته هاست. فرشته‌ها علیه متاترون می‌شوند و او را در زندان بهشت می‌اندازند. وقتی یکی از فرشته‌ها دوباره کستیل را رهبر می‌خواند، کستیل بیان می‌کند بیشتر خواهان این است که یک فرشته معمولی باشد. او با این حقیقت روبرو می‌شود که اگر موهبتش را بدست نیاورد بزودی می‌میرد. دین بخاطر جراحات زیاد در مبارزه با متاترون می‌میرد. سم سعی می‌کند کراولی را احضار کند تا برای احیای دین با او قرارداد ببندد. کراولی به ملاقات دین می‌رود و فاش می‌کند نشان قابیل مانع مردن او می‌شود. دین به زندگی برمیگردد ولی به عنوان یک شیطان. |                   |                               |                  |                             |                |          |                                   |

## تهیه و تولید
در ۱۱ فوریه ۲۰۱۳، رئیس CW بنام مارک پدوویتز تمدید سوپرنچرال برای فصل نهم را اعلام کرد. در ۲۵ فوریه ۲۰۱۳، هم میشا کالینز به عنوان بازیگر دائمی فصل اعلام شد. هم چنین قسمت ۱۷ راکارگردانی خواهد کرد. یک شخصیت جدید بنام انیس در قسمت بیستم معرفی شد که در پیش نمایشی برای سوپرنچرال بنام شجره نامه شرکت خواهد کرد.